# Heinrich Runkel (Politiker)

Heinrich Runkel

Heinrich Runkel (* 12. Juni 1862 in Datzeroth; † 2. Januar 1938 in Wiesbaden) war ein deutscher Schulrat und Politiker (DVP).

## Leben und Beruf
Nach dem Besuch der Volksschule und der Präparandenanstalt ging Runkel auf das Lehrerseminar in Neuwied. Er war als Volksschullehrer im Westerwald tätig, besuchte die Prima des Gymnasiums in Essen und schloss daran ein Studium der Theologie und Philosophie an den Universitäten Halle (Saale), Bonn und Tübingen an, welches er mit der Promotion zum Dr. phil. in Tübingen abschloss.
Später arbeitete er als Seminarlehrer in Rheydt und war als Kreisschulinspektor in Lennep-Remscheid tätig, bevor er in gleicher Funktion für den Stadtbezirk Stettin zuständig war. Schließlich wurde er Seminardirektor in Tondern.  
Des Weiteren fungierte Runkel als Schriftführer des Provinzialverbandes der vaterländischen Frauenvereine in Schleswig-Holstein.

## Partei
Runkel gehörte der DVP an.

## Abgeordneter
Von Januar 1919 bis Mai 1924 und von Mai 1924 bis September 1930 war Runkel Abgeordneter der DVP in der Weimarer Nationalversammlung bzw. im Reichstag.

## Öffentliche Ämter
Von 1908 bis 1927 wirkte er als Provinzialschulrat bzw. Oberschulrat in Schleswig.